# ティアゴ・モイゼス
ティアゴ・モイゼス（Thiago Moisés、1995年3月23日 - ）は、ブラジルの男性総合格闘家。サンパウロ州インダイアツーバ出身。アメリカン・トップチーム所属。元RFAライト級王者。チアゴ・モイゼスとも表記される。

## 来歴
プロ総合格闘家であった父親の影響で、8歳からブラジリアン柔術を経験する。

### 総合格闘技
2012年、 プロ総合格闘技デビュー。2016年2月にRFAライト級王座を獲得する。
2018年8月11日、Dana White's Contender Series Brazil 3でグレイドソン・キューティスと対戦し、右ハイキックでダウンを奪いパウンドで1RTKO勝ち。この勝利により、UFCとの契約権を獲得した。

### UFC
2018年11月10日、UFC初参戦となったUFC Fight Night: Korean Zombie vs. Rodríguezでベニール・ダリウシュと対戦し、0-3の判定負け。
2020年5月13日、UFC Fight Night: Smith vs. Teixeiraでマイケル・ジョンソンと対戦し、ヒールフックで2R一本勝ち。
2021年7月17日、UFC on ESPN: Makhachev vs. Moisésでライト級ランキング9位のイスラム・マカチェフと対戦し、リアネイキドチョークで4R一本負け。
2022年6月25日、UFC on ESPN: Tsarukyan vs. Gamrotでクリストス・ジアゴスと対戦し、リアネイキドチョークで1R一本勝ち。パフォーマンス・オブ・ザ・ナイトを受賞した。
2023年9月2日、UFC Fight Night: Gane vs. Spivakでブノワ・サン＝デニと対戦し、パウンドで2RTKO負け。ファイト・オブ・ザ・ナイトを受賞した。

## 戦績
| 総合格闘技 戦績 | 総合格闘技 戦績 | 総合格闘技 戦績 | 総合格闘技 戦績 | 総合格闘技 戦績 | 総合格闘技 戦績 | 総合格闘技 戦績 |
| --------------- | --------------- | --------------- | --------------- | --------------- | --------------- | --------------- |
| 27 試合         | (T)KO           | 一本            | 判定            | その他          | 引き分け        | 無効試合        |
| 19 勝           | 4               | 8               | 7               | 0               | 0               | 0               |
| 8 敗            | 2               | 1               | 5               | 0               | 0               | 0               |

| 勝敗 | 対戦相手                             | 試合結果                                 | 大会名                                                   | 開催年月日     |
| ○    | トレイ・オグデン                     | 5分3R終了 判定3-0                        | UFC Fight Night: Dern vs. Ribas 2                        | 2025年1月11日  |
| ×    | ルドビト・クライン                   | 5分3R終了 判定0-3                        | UFC on ESPN 57: Cannonier vs. Imavov                     | 2024年6月8日   |
| ○    | ミッチ・ラミレス                     | 3R 0:15 TKO（右ローキック）              | UFC Fight Night: Tuivasa vs. Tybura                      | 2024年3月16日  |
| ×    | ブノワ・サン＝デニ                   | 2R 4:44 TKO（パウンド）                  | UFC Fight Night: Gane vs. Spivak                         | 2023年9月2日   |
| ○    | メルキザエル・コスタ                 | 2R 4:05 ネッククランク                   | UFC 283: Teixeira vs. Hill                               | 2023年1月21日  |
| ○    | クリストス・ジアゴス                 | 1R 3:05 リアネイキドチョーク             | UFC on ESPN 38: Tsarukyan vs. Gamrot                     | 2022年6月25日  |
| ×    | ヨエル・アルバレス                   | 1R 3:01 TKO（スタンドパンチ&肘打ち連打） | UFC Fight Night: Holloway vs. Rodríguez                  | 2021年11月13日 |
| ×    | イスラム・マカチェフ                 | 4R 2:38 リアネイキドチョーク             | UFC on ESPN 26: Makhachev vs. Moisés                     | 2021年7月17日  |
| ○    | アレクサンダー・ヘルナンデス         | 5分3R終了 判定3-0                        | UFC Fight Night: Rozenstruik vs. Gane                    | 2021年2月27日  |
| ○    | ボビー・グリーン                     | 5分3R終了 判定3-0                        | UFC Fight Night: Hall vs. Silva                          | 2020年10月31日 |
| ○    | マイケル・ジョンソン                 | 2R 0:25 ヒールフック                     | UFC Fight Night: Smith vs. Teixeira                      | 2020年5月13日  |
| ×    | ダミル・イスマグロフ                 | 5分3R終了 判定0-3                        | UFC Fight Night: Andrade vs. Zhang                       | 2019年8月31日  |
| ○    | カート・ホロボー                     | 5分3R終了 判定3-0                        | UFC 237: Namajunas vs. Andrade                           | 2019年5月10日  |
| ×    | ベニール・ダリウシュ                 | 5分3R終了 判定0-3                        | UFC Fight Night: Korean Zombie vs. Rodríguez             | 2018年11月10日 |
| ○    | グレイドソン・キューティス           | 1R 4:21 TKO（右ハイキック→パウンド）     | Dana White's Contender Series Brazil 3                   | 2018年8月11日  |
| ○    | ジェフ・ピーターソン                 | 2R 4:31 ギロチンチョーク                 | LFA 41                                                   | 2018年6月1日   |
| ×    | ロバート・ワトリー                   | 5分5R終了 判定0-3                        | LFA 17 【LFAライト級王座決定戦】                         | 2017年7月21日  |
| ○    | ザック・フリーマン                   | 5分5R終了 判定3-0                        | RFA 44 【RFAライト級タイトルマッチ】                     | 2016年9月30日  |
| ○    | ジャマル・エマース                   | 5R 2:52 TKO（スタンドパンチ連打）        | RFA 38 【RFAライト級タイトルマッチ】                     | 2016年6月3日   |
| ○    | デビッド・カスティージョ             | 2R 3:19 腕ひしぎ十字固め                 | RFA 35 【RFAライト級王座決定戦】                         | 2016年2月19日  |
| ○    | ジャヴォン・ライト                   | 2R 2:10 リアネイキドチョーク             | RFA 28                                                   | 2015年8月7日   |
| ×    | ジェイソン・ナイト                   | 5分3R終了 判定0-3                        | Atlas Fights: Cage Rage 25 【AFCライト級タイトルマッチ】 | 2015年5月30日  |
| ○    | フランシスコ・トリナウド             | 3R 1:58 腕ひしぎ三角固め                 | Fighten Decagon MMA                                      | 2014年5月11日  |
| ○    | レオナルド・デ・オリベイラ・グアリゾ | 5分3R終了 判定2-0                        | Talent MMA Circuit 2                                     | 2013年7月20日  |
| ○    | ホセ・コンセイサン                   | 5分3R終了 判定3-0                        | Real Fight 9                                             | 2013年7月28日  |
| ○    | デニス・ベンテス                     | 1R 0:23 KO（ハイキック）                 | Eco Combat 2                                             | 2012年9月22日  |
| ○    | ウェリンゴン・ディアス               | 1R 2:50 腕ひしぎ十字固め                 | CT Fight                                                 | 2012年5月19日  |

## 獲得タイトル
- 第3代RFAライト級王座（2016年）

## 表彰
- UFC ファイト・オブ・ザ・ナイト（1回）